# Rai Vaticano
 (juin 2023).
Si vous disposez d'ouvrages ou d'articles de référence ou si vous connaissez des sites web de qualité traitant du thème abordé ici, merci de compléter l'article en donnant les références utiles à sa vérifiabilité et en les liant à la section « Notes et références ».
Rai Vaticano est une chaîne de télévision publique italienne du groupe Rai spécialisée dans les émissions religieuses, en particulier concernant le Vatican.

## Histoire
La chaîne est fondée en mai 1995 à l'occasion des activités du jubilé de l'an 2000 sous le nom de « Rai Giubileo ». Elle est dirigée par Carlo Fuscagni, avec Vittorio Citterich rejoint par Nuccio Fava.
En 1999, Franco Iseppi est nommé nouveau directeur.
En juin 2002, Rai Giubileo devient Rai Vaticano et Giuseppe De Carli vient diriger la chaîne.
Au décès du directeur et fondateur De Carli le 13 juillet 2010, Marco Simeon est nommé nouveau directeur de la chaîne, il est à l'époque également directeur des relations institutionnelles et internationales de la Rai.
Depuis février 2013, le directeur de la chaîne est Massimo Milone, ancien président de l'Union catholique de la presse italienne et rédacteur en chef de la RAI dans la région de Campanie.
La chaîne collabore également avec des journalistes d'autres journaux de la Rai, comme Fabio Zavattaro.

### Directeurs
- Carlo Fuscagni (1995-1999)
- Franco Iseppi (1999-2002)
- Giuseppe De Carli (2002-2010)
- Marco Simeon (2010-2013)
- Massimo Milone (depuis 2013)

## Activités
Rai Vaticano s'occupe de la couverture télévisée en direct des messes, des célébrations et des événements religieux, elle suit constamment les événements de l'Église et du pontificat et les activités des confessions non catholiques. Elle réalise des émissions tels que La Bibbia giorno e notte, ou une lecture ininterrompue de la Bible dans la basilique Sainte-Croix-de-Jérusalem en octobre 2008.
Selon un accord avec le Saint-Siège, les studios sont reliés 24 heures sur 24 aux lieux les plus importants du Vatican, afin de suivre en direct l'évolution de la situation en cas d'urgence ou de problèmes.